# Hans von Seeckt
Hans von Seeckt (Schleswig, 22 de abril de 1866 – 27 de dezembro de 1936) foi um militar e estrategista alemão.
Entrou para o exército em 1885. Durante a I Guerra Mundial serviu em diversos postos de alto escalão na frente leste, inclusive como chefe do estado-maior de August von Mackensen.
Após o final da guerra e da dissolução do antigo exército imperial, recebeu a responsabilidade de criar um novo exército alemão, tendo para isso, que lidar com as severas restrições impostas pelo Tratado de Versalhes. Lançou com sucesso a base de um exército forte denominado de Truppenamt.
Também ficou conhecido por sua atitude hostil com a recém criada Polícia do Estado e por tentar uma aliança com a Rússia bolchevique contra a Polônia.  Tendo recebido sinais encorajadores do recém criado Gabinete de Guerra de Leon Trotsky, von Seeckt enviou alguns de seus oficiais para tentar conduzir, em segredo, uma aliança militar com os soviéticos, durante a República de Weimar.
No posto de general entre 1920 e 1926, traçou o esboço da Blitzkrieg (Guerra Relâmpago), a qual Liddel Hart classificou de revolução militar que iria transformar as armas alemãs no pós-Primeira Guerra Mundial.
Nas suas memórias, von Seeckt vislumbrou:
"Em breve toda a guerra do futuro aparece para mim como resultante do emprego de armas móveis, relativamente pequenas mas de alta qualidade, e que serão muito mais efetivas com o emprego da aviação e a mobilização de todas as forças, tanto para dar início ao ataque como para a defesa do país." (Von Seeckt Aus meinem Leben, 1938).
O escopo da doutrina de von Seeckt era o abandono do exército pesado, formado por massas humanas, e sua substituição por tropas profissionais, altamente treinadas e especializadas em determinados tipos de operação, capazes de atuar nos momento decisivos.